# Salesches
Salesches és un municipi francès, situat a la regió dels Alts de França, al departament del Nord. L'any 2006 tenia 451 habitants.

## Demografia
| 1962                                       | 1968 | 1975 | 1982 | 1990 | 1999 |
| ------------------------------------------ | ---- | ---- | ---- | ---- | ---- |
| 351                                        | 371  | 332  | 295  | 294  | 315  |
| Des de 1962: població sense dobles comptes |      |      |      |      |      |

## Administració
| Període   | Identitat          | Partit |
| --------- | ------------------ | ------ |
| 2001-2004 | Jacqueline Lemaire | PS     |
| 2004-     | Yves Marchand      | PS     |